# Nhiệt đới

Phân chia các miền khí hậu thế giới tính theo đường đẳng nhiệt

Các vùng khí hậu nhiệt đới trên thế giới

Khu vực nhiệt đới là khu vực địa lý trên Trái Đất nằm trong khoảng có đường ranh giới là hai đường chí tuyến: hạ chí tuyến ở Bắc bán cầu và đông chí tuyến ở Nam bán cầu, bao gồm đường xích đạo.

## Xác định theo phân loại

### Vị trí địa lý
Khu vực này nằm giữa khoảng 23°26'21" vĩ bắc đến 23°26'21" vĩ nam, và bao gồm toàn bộ các phần của Trái Đất mà Mặt Trời có thể lên tới thiên đỉnh ít nhất một lần trong năm dương lịch. (Trong các khu vực ôn đới nằm về phía bắc của hạ chí tuyến và về phía nam của đông chí tuyến thì Mặt Trời không bao giờ lên tới cao độ 90°, hay ngay ở trên đỉnh đầu). Trong một số ngôn ngữ người ta sử dụng từ tropic (tiếng Anh), tropen (tiếng Đức) v.v. có nguồn gốc từ tropos của tiếng Hy Lạp mang nghĩa "trở lại", do vị trí biểu kiến của Mặt Trời dao động giữa hai chí tuyến với chu kỳ xác định độ dài của một năm.

### Điều kiện tự nhiên
Đới nóng là nơi có nhiệt độ cao, Tín phong Đông Bắc & Tín phong Đông Nam thổi quanh năm từ hai dải cao áp chí tuyến về phía Xích đạo, chiếm một phần khá lớn diện tích đất nổi trên Trái Đất.
Môi trường nhiệt đới có 4 kiểu môi trường: môi trường xích đạo ẩm, môi trường nhiệt đới, môi trường nhiệt đới gió mùa, môi trường hoang mạc.
Trong sơ đồ phân loại khí hậu của Wladimir Köppen, khí hậu nhiệt đới được định nghĩa như là khí hậu phi khô cằn trong đó tất cả 12 tháng của năm có nhiệt độ trung bình trên 18°C (64.4°F).

### Đặc điểm sinh vật
Động vật và thực vật nhiệt đới là các loài có nguồn gốc từ vùng nhiệt đới. "Nhiệt đới" đôi khi cũng được sử dụng trong ý nghĩa chung để chỉ các khu vực nóng và ẩm quanh năm, thông thường với ý nghĩa của cây cối lá rộng, tươi tốt sum xuê. Tuy nhiên, có những khu vực nằm trong vùng nhiệt đới nhưng lại là không "nhiệt đới" theo ý nghĩa này, ví dụ các đỉnh núi có tuyết che phủ quanh năm, bao gồm Mauna Kea, núi Kilimanjaro và dãy núi Andes cũng như xa về phía nam nhất của các phần phía bắc thuộc Chile và Argentina.

## Các thành thị nhiệt đới

### Bắc bán cầu
- Thành phố Hồ Chí Minh, Việt Nam (10,77º vĩ bắc)
- Mumbai, Ấn Độ (19,1º vĩ bắc)
- Manila, Philippines (14,6º vĩ bắc)
- Bangkok, Thái Lan (13º45' vĩ bắc)

### Nam bán cầu
- Rio de Janeiro, Brazil 22º54′30″ vĩ nam
- Kinshasa, Cộng hòa Dân chủ Congo 4° 19′ 30″ vĩ nam
- Lima, Peru 12°2′36″ vĩ nam
- Luanda, Angola 8°50′18″ vĩ nam